# Хуан Мануель Лопес
Хуан Мануель Лопес (ісп. Juan Manuel López, нар. 3 вересня 1969, Мадрид) — колишній іспанський футболіст, захисник.
Насамперед відомий виступами за клуб «Атлетіко», а також національну збірну Іспанії.

## Клубна кар'єра
У дорослому футболі дебютував 1988 року виступами за фарм-клуб «Атлетіко» Б, в якому провів чотири сезони.
Влітку 1992 року був включений до складу основної команди «Атлетіко», за яку відіграв 8 сезонів, здобувши три Кубка Іспанії і одне чемпіонство. 
Завершив професійну кар'єру футболіста виступами за «Атлетіко» у 2000 році.

## Виступи за збірні
1992 року залучався до складу збірної Іспанії U-23, у складі якої брав участь в Олімпійських іграх 1992 року, на яких здобув золоті медалі. Всього на молодіжному рівні зіграв у 7 офіційних матчах.
9 вересня 1992 року дебютував в офіційних матчах у складі національної збірної Іспанії в товариському матчі проти збірної Англії, який пірінейці виграли з рахунком 1-0.
У складі збірної був учасником чемпіонату Європи 1996 року в Англії.
Всього протягом кар'єри у національній команді, яка тривала 6 років, провів у формі головної команди країни лише 11 матчів.

## Титули і досягнення
- Володар Кубка Іспанії з футболу (3):

«Атлетіко Мадрид»: 1990-91, 1991-92, 1995-96
- Чемпіон Іспанії (1):

«Атлетіко Мадрид»: 1995-96
- Олімпійський чемпіон: 1992